# Campeonato Mundial de Remo de 2015
A Campeonato Mundial de Remo de 2015 foi a 44ª edição do Campeonato Mundial de Remo que ocorreu entre 30 de Agosto e 6 de Setembro de 2015 em Lac d'Aiguebelette, Aiguebelette na França.
O evento anual de regata e remo foi organizado pela FISA (a Federação Internacional das Sociedades de Remo) e serviu como qualificatória para as competições de remo nos Jogos Olímpicos de Verão de 2016, bem como para as competições de remo nas Paralimpíadas de 2016, ambos no Rio de Janeiro.

## Resultados

### Quadro de medalhas
Combined standings.
| Ordem | País           | Medalha de ouro | Medalha de prata | Medalha de bronze | Total |
| ----- | -------------- | --------------- | ---------------- | ----------------- | ----- |
| 1     | Reino Unido    | 5               | 9                | 1                 | 15    |
| 2     | Nova Zelândia  | 5               | 3                | 1                 | 9     |
| 3     | Alemanha       | 3               | 4                | 2                 | 9     |
| 4     | Austrália      | 3               | 2                | 0                 | 5     |
| 5     | Estados Unidos | 3               | 1                | 3                 | 7     |
| 6     | França         | 2               | 2                | 2                 | 6     |
| 7     | Chéquia        | 1               | 1                | 0                 | 2     |
| 8     | Croácia        | 1               | 0                | 0                 | 1     |
| 8     | Israel         | 1               | 0                | 0                 | 1     |
| 8     | Itália         | 1               | 0                | 0                 | 1     |
| 8     | Suíça          | 1               | 0                | 0                 | 1     |
| 12    | Dinamarca      | 0               | 1                | 1                 | 2     |
| 12    | Lituânia       | 0               | 1                | 1                 | 2     |
| 14    | Grécia         | 0               | 1                | 0                 | 1     |
| 14    | Eslovênia      | 0               | 1                | 0                 | 1     |
| 16    | Países Baixos  | 0               | 0                | 3                 | 3     |
| 16    | Sérvia         | 0               | 0                | 3                 | 3     |
| 18    | Canadá         | 0               | 0                | 2                 | 2     |
| 18    | China          | 0               | 0                | 2                 | 2     |
| 18    | Noruega        | 0               | 0                | 2                 | 2     |
| 21    | Estónia        | 0               | 0                | 1                 | 1     |
| 21    | África do Sul  | 0               | 0                | 1                 | 1     |
| 21    | Ucrânia        | 0               | 0                | 1                 | 1     |
| Total | Total          | 26              | 26               | 26                | 78    |

### Eventos masculinos
| Event | Ouro | Ouro    | Prata | Prata   | Bronze | Bronze  |
| ----- | --- | ------- | --- | ------- | --- | ------- |
| M1x   | Chéquia · Ondřej Synek | 6:54.76 | Nova Zelândia · Mahé Drysdale | 6:55.10 | Lituânia · Mindaugas Griškonis | 6:57.64 |
| M2x   | Croácia · Martin Sinković · Valent Sinković | 6:03.33 | Lituânia · Rolandas Maščinskas · Saulius Ritter | 6:05.31 | Nova Zelândia · Robbie Manson · Christopher Harris | 6:06.73 |
| M4x   | Alemanha · Philipp Wende · Karl Schulze · Lauritz Schoof · Hans Gruhne                                                                                     | 5:53.22 | Austrália · David Crawshay · Karsten Forsterling · Cameron Girdlestone · David Watts                                                                                      | 5:54.75 | Estónia · Andrei Jämsä · Allar Raja · Tõnu Endrekson · Kaspar Taimsoo                                                                                                   | 5:56.34 |
| M2−   | Nova Zelândia · Eric Murray · Hamish Bond | 6:15.83 | Reino Unido · James Foad · Matthew Langridge | 6:22.35 | Sérvia · Miloš Vasić · Nenad Beđik | 6:25.36 |
| M4−   | Itália · Marco Di Costanzo · Matteo Castaldo · Matteo Lodo · Giuseppe Vicino                                                                               | 5:46.78 | Austrália · Will Lockwood · Spencer Turrin · Josh Dunkley-Smith · Alexander Hill                                                                                          | 5:48.74 | Reino Unido · Scott Durant · Alan Sinclair · Tom Ransley · Stewart Innes                                                                                                | 5:49.00 |
| M2+   | Reino Unido · Nathaniel Reilly-O'Donnell · Matthew Tarrant · Henry Fieldman                                                                                | 6:51.31 | Alemanha · Jakob Schneider · Clemens Ernsting · Jonas Wiesen | 6:57.36 | Sérvia · Viktor Pivač · Martin Mačković · Luka Mladenović | 6:59.53 |
| M8+   | Reino Unido · Matthew Gotrel · Constantine Louloudis · Pete Reed · Paul Bennett · Mohamed Sbihi · Alex Gregory · George Nash · William Satch · Phelan Hill | 5:36.18 | Alemanha · Maximilian Munski · Malte Jakschik · Maximilian Reinelt · Eric Johannesen · Anton Braun · Felix Drahotta · Richard Schmidt · Hannes Ocik · Martin Sauer        | 5:36.36 | Países Baixos · Dirk Uittenbogaard · Boaz Meylink · Kaj Hendriks · Boudewijn Röell · Olivier Siegelaar · Tone Wieten · Mechiel Versluis · Robert Lücken · Peter Wiersum | 5:38.09 |
| LM1x  | Nova Zelândia · Adam Ling | 6:53.80 | Eslovênia · Rajko Hrvat | 6:54.59 | Sérvia · Miloš Stanojević | 6:55.88 |
| LM2x  | França · Stany Delayre · Jérémie Azou | 6:13.38 | Reino Unido · Will Fletcher · Richard Chambers | 6:15.15 | Noruega · Kristoffer Brun · Are Strandli | 6:15.52 |
| LM4x  | França · Maxime Demontfaucon · Damien Piqueras · Pierre Houin · Morgan Maunoir                                                                             | 5:48.50 | Alemanha · Roman Acht · Daniel Lawitzke · Philipp Grebner · Jonathan Rommelmann                                                                                           | 5:48.81 | Dinamarca · Emil Espensen · Andrej Bendtsen · Mathias Larsen · Oscar Petersen                                                                                           | 5:50.41 |
| LM2−  | Reino Unido · Joel Cassells · Sam Scrimgeour | 6:29.40 | França · Augustin Mouterde · Théophile Onfroy | 6:32.02 | Alemanha · Jonas Kilthau · Matthias Arnold | 6:34.53 |
| LM4−  | Suíça · Lucas Tramer · Simon Schürch · Simon Niepmann · Mario Gyr                                                                                          | 5:55.31 | Dinamarca · Kasper Winther Jørgensen · Jens Vilhelmsen · Jacob Barsøe · Jacob Larsen                                                                                      | 5:57.58 | França · Franck Solforosi · Thomas Baroukh · Thibault Colard · Guillaume Raineau                                                                                        | 5:58.22 |
| LM8+  | Alemanha · Tobias Schad · Simon Barr · Torben Neumann · Florian Roller · Tobias Franzmann · Stefan Wallat · Claas Mertens · Can Temel · Felix Heinemann    | 5:38.92 | França · Gaël Chocheyras · Alexis Guerinot · Clement Duret · Thibault Lecomte · Clement Fonta · Vincent Cavard · Clement Roulet-Dubonnet · Fabrice Moreau · Thibaut Hacot | 5:40.14 | Estados Unidos · Tobin McGee · John Devlin · Christopher Lambert · Peter Schmidt · Phillip Henson · Alex Twist · David Smith · Matthew Lenhart · Jack Carlson           | 5:40.41 |

### Eventos paralímpicos
| Event    | Ouro                                                                             | Ouro    | Prata                                                                                                  | Prata   | Bronze                                                                                    | Bronze  |
| -------- | -------------------------------------------------------------------------------- | ------- | --- | ------- | ----------------------------------------------------------------------------------------- | ------- |
| ASM1x    | Austrália · Erik Horrie                                                          | 4:45.55 | Reino Unido · Tom Aggar                                                                                | 4:51.09 | Ucrânia · Igor Bondar                                                                     | 4:51.70 |
| ASW1x    | Israel · Moran Samuel                                                            | 5:25.92 | Reino Unido · Rachel Morris                                                                            | 5:27.02 | Noruega · Birgit Skarstein                                                                | 5:31.94 |
| TAMIX2X  | Austrália · Gavin Bellis · Kathryn Ross                                          | 4:03.51 | Reino Unido · Laurence Whiteley · Lauren Rowles                                                        | 4:04.03 | França · Perle Bouge · Stephane Tardieu                                                   | 4:06.08 |
| LTAMIX4+ | Reino Unido · Grace Clough · Daniel Brown · Pam Relph · James Fox · Oliver James | 3:19.56 | Estados Unidos · Jaclyn Smith · Danielle Hansen · Zachary Burns · Richard Vandegrift · Jennifer Sichel | 3:19.82 | Canadá · Victoria Nolan · Veronique Boucher · Curtis Halladay · Andrew Todd · Kristen Kit | 3:27.38 |